# Донське (Липецька область)
Донське (рос. Донское) — село у Задонському районі Липецької області Російської Федерації.
Населення становить 3807  осіб. Належить до муніципального утворення Донська сільрада.

## Історія
З 13 червня 1934 до 26 вересня 1937 року у складі Воронезької області, у 1937-1954 роках — Орловської області. Відтак входить до складу Липецької області.
Згідно із законом від 2 липня 2004 року №114-оз належить до муніципального утворення Донська сільрада.

## Населення
| 1779 | 1902  | 1959  | 2002  | 2010  |
| ---- | ----- | ----- | ----- | ----- |
| 710  | ↗6000 | ↘3828 | ↗3894 | ↘3807 |